# Nathuram Godse

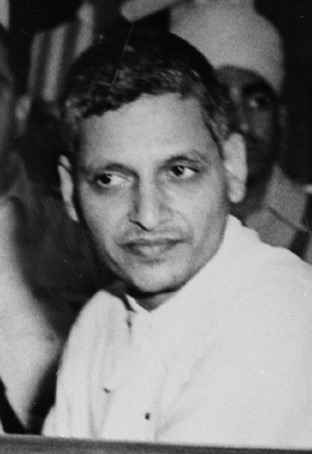
Nathuram Godse während der Gerichtsverhandlung, 1948

Nathuram Vinayak Godse (Marathi: नथूराम गोडसे, Nathūrām Goḍse; * 19. Mai 1910 in Baramati im Distrikt Pune, Indien; † 15. November 1949 in Ambala, Haryana) war der Mörder von Mahatma Gandhi.

## Leben
In seiner Kindheit galt er eher als empfindsam, später im Erwachsenenalter als militant. Der als Chitpavan-Brahmane geborene Godse war ein gläubiger Hindu und zeigte sehr viel soziales Engagement in seinem persönlichen Umfeld. Anfangs gehörte Godse noch zu den wohlhabenden Anhängern Gandhis. Doch für die Idee des gewaltlosen Kampfes konnte sich der Sohn einer brahmanischen Familie, der obersten indischen Kaste, nicht mehr begeistern. So wählte er Anfang der dreißiger Jahre, als Gandhi mit dem berühmten Salzmarsch von Delhi ans Meer der erste große moralische Sieg über die Kolonialmacht gelang, den entgegengesetzten Weg.

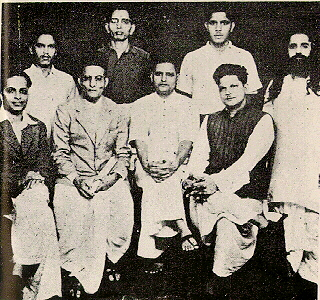
Mahasabha-Mitglieder, stehend: Shankar Kistaiya, Gopal Godse, Madanlal Pahwa, Digambar Badge, sitzend: Narayan Apte, Vinayak Damodar Savarkar, Nathuram Godse, Vishnu Karkare

Er schloss sich den radikalen Hindu-Nationalisten an, wurde Mitglied von Akhil Bharatiya Hindu Mahasabha (der „Gesamtindischen großen Hindu-Versammlung“), sowie der Privatsekretär ihres Anführers Vinayak Damodar Savarkar und gab ein Propagandablatt heraus. Vor Gericht begründete Godse seine Entscheidung später: „Ich habe niemals verstanden, dass bewaffneter Widerstand gegen eine Aggression Unrecht sein soll. Ich glaube, dass es eine religiöse Pflicht ist, einem gewaltsamen Feind mit Gewalt gegenüberzutreten und ihn, wenn möglich, zu besiegen.“
Gandhis gewaltlosen Kampf für die Freiheit ab 1915 empfand der Attentäter als „gesammelte Provokation aus 32 Jahren“. Zwar räumte Godse ein, dass Gandhi auch sehr viel Gutes zugunsten der Inder in Südasien bewirkt habe, aber insgesamt sei Mahatma Gandhi schlecht für Indien gewesen. Godse und seine Komplizen waren davon überzeugt, dass Gandhis Politik zur Teilung Indiens und den dabei geschehenen Gräueltaten geführt habe. Unmittelbarer Anlass für das Attentat könnte eine Aktion Gandhis vom 15. Januar 1948 gewesen sein: An diesem Tag begann er einen Hungerstreik, um gegen eine Entscheidung der indischen Regierung zu protestieren, 550 Mio. Rupien, die sie der pakistanischen Regierung zugesagt hatte, zurückzubehalten. Aus Respekt vor der Persönlichkeit Gandhis wurde das Geld dann doch überwiesen, worin Hindu-Nationalisten einen Affront sahen.
Godse tötete Gandhi am 30. Januar 1948 in Delhi durch drei Pistolenschüsse in die Brust. Dafür wurde er zum Tode verurteilt und am 15. November 1949 im Gefängnis von Ambala durch Hängen hingerichtet.
Narayan Apte wurde als Drahtzieher des Attentats ebenfalls zum Tode verurteilt und gemeinsam mit Nathuram Godse hingerichtet. Nehru und zwei von Gandhis Söhnen hatten gegen die Hinrichtung protestiert, da sie darin einen Widerspruch zur Philosophie Gandhis sahen, der ein Gegner der Todesstrafe war. Weitere vier Männer wurden im Zusammenhang mit dem Attentat zu lebenslangen Gefängnisstrafen verurteilt.

## Nachwirkung
Von vielen indischen Gruppierungen wird er für seine Tat als Nationalheld verehrt. Die im 21. Jahrhundert immer breitere Akzeptanz hindu-nationalistischer Anschauungen in der indischen Bevölkerung führte zu Bestrebungen, ihn posthum zu rehabilitieren. Im Januar 2021 wurde in Gwalior eine Nathuram Godse gewidmete Gedenk-Bibliothek eröffnet.

## Film
- Im Spielfilm Neun Stunden zur Ewigkeit wird Godse von Horst Buchholz dargestellt.
- Im Spielfilm Gandhi spielt Harsh Nayyar Nathuram Godse.